# Musical Award
De Musical Award (voorheen John Kraaijkamp Musical Award) is een prijs die sinds 2000 wordt uitgereikt aan acteurs en actrices die in een Nederlandse musical spelen. Ook de beste tekst, muziek, bewerking en regie worden beloond met een Musical Award. Tot 2012 was John Kraaijkamp sr. naamgever van de prijs. Sinds 2013 is de huidige naam van kracht. Sinds dat jaar is de Award voor beste mannelijke hoofdrol in een grote musical nog wel vernoemd naar John Kraaijkamp. De Award voor beste vrouwelijke hoofdrol in een grote musical is vernoemd naar Conny Stuart.

## Uitreiking
De prijs bestaat uit een bronzen beeld, ontworpen door de Nederlandse beeldhouwer Pépé Grégoire. In de eerste jaren was er ook een geldbedrag van 2500 euro aan verbonden. De prijs werd in 2000 in het leven geroepen door Joop van den Ende.
De prijzen worden uitgereikt tijdens het Musical Awards Gala. Tijdens dit gala worden ook de publieksprijs en de Musical Award voor aanstormend talent uitgereikt. Deze speciale prijzen zijn veelal gesponsord door naamgevende bedrijven, waaronder de ANWB (publieksprijs), Nashuatec (aanstormend talent) en Eventim (publieksprijs). Het gala vindt sinds 2000 jaarlijks plaats en werd in de loop der jaren afwisselend uitgezonden door RTL 4 en de AVRO. Sinds 2015 wordt de uitzending verzorgd door de AVROTROS. Tijdens de uitreiking worden showblokken gedaan van de musicals van het afgelopen jaar en van het lopende of komende seizoen.

### Edities
| Jaar | Datum             | Locatie                         | Zender/omroep     | Presentator(en)                     | Jury |
| ---- | ----------------- | ------------------------------- | ----------------- | ----------------------------------- | --- |
| 2000 | 18 april          | Circustheater, Scheveningen     | RTL 4             | Hans van Willigenburg               | Anne Wil Blankers, Jacques d'Ancona, Hans van Willigenburg, Tom Odems, Rob Wiegman (m.i.v. 2002) |
| 2001 | 20 april          | Circustheater, Scheveningen     | RTL 4             | Hans van Willigenburg               | Anne Wil Blankers, Jacques d'Ancona, Hans van Willigenburg, Tom Odems, Rob Wiegman (m.i.v. 2002) |
| 2002 | 22 april          | Amsterdam RAI                   | RTL 4             | Hans van Willigenburg               | Anne Wil Blankers, Jacques d'Ancona, Hans van Willigenburg, Tom Odems, Rob Wiegman (m.i.v. 2002) |
| 2003 | 12 mei            | Amsterdam RAI                   | RTL 4             | Hans van Willigenburg               | Anne Wil Blankers, Jacques d'Ancona, Hans van Willigenburg, Tom Odems, Rob Wiegman (m.i.v. 2002) |
| 2004 | 10 mei            | Nieuwe Luxor Theater, Rotterdam | RTL 4             | Tooske Ragas-Breugem                | Rob Wiegman (voorzitter), Jacques d'Ancona, Hans van Willigenburg (t/m 2005), Tom Odems, Marjan Berk, Mary Michon, Barrie Stevens, Haye van der Heyden, Seth Gaaikema (niet in 2005), Eric van Tijn (m.i.v. 2006)                                                                                           |
| 2005 | 6 juni            | Nieuwe Luxor Theater, Rotterdam | AVRO, Nederland 2 | Tooske Ragas-Breugem                | Rob Wiegman (voorzitter), Jacques d'Ancona, Hans van Willigenburg (t/m 2005), Tom Odems, Marjan Berk, Mary Michon, Barrie Stevens, Haye van der Heyden, Seth Gaaikema (niet in 2005), Eric van Tijn (m.i.v. 2006)                                                                                           |
| 2006 | 22 mei            | Ahoy Rotterdam                  | AVRO, Nederland 2 | Tooske Ragas-Breugem                | Rob Wiegman (voorzitter), Jacques d'Ancona, Hans van Willigenburg (t/m 2005), Tom Odems, Marjan Berk, Mary Michon, Barrie Stevens, Haye van der Heyden, Seth Gaaikema (niet in 2005), Eric van Tijn (m.i.v. 2006)                                                                                           |
| 2007 | 21 mei            | Studio 24, Hilversum            | AVRO, Nederland 1 | Frits Sissing                       | Rob Wiegman (voorzitter), Jacques d'Ancona, Marjan Berk, Mary Michon, Eric van Tijn, Barrie Stevens (niet in 2009), Haye van der Heyden (t/m 2007), Koen van Dijk (alleen in 2007), Fred Butter (m.i.v. 2008), Jan Simon Minkema (m.i.v. 2008), Seth Gaaikema (alleen in 2009), Linda Lepomme (m.i.v. 2009) |
| 2008 | 2 juni            | Studio 22, Hilversum            | AVRO, Nederland 1 | Frits Sissing                       | Rob Wiegman (voorzitter), Jacques d'Ancona, Marjan Berk, Mary Michon, Eric van Tijn, Barrie Stevens (niet in 2009), Haye van der Heyden (t/m 2007), Koen van Dijk (alleen in 2007), Fred Butter (m.i.v. 2008), Jan Simon Minkema (m.i.v. 2008), Seth Gaaikema (alleen in 2009), Linda Lepomme (m.i.v. 2009) |
| 2009 | 8 juni            | Studio 22, Hilversum            | AVRO, Nederland 1 | Frits Sissing                       | Rob Wiegman (voorzitter), Jacques d'Ancona, Marjan Berk, Mary Michon, Eric van Tijn, Barrie Stevens (niet in 2009), Haye van der Heyden (t/m 2007), Koen van Dijk (alleen in 2007), Fred Butter (m.i.v. 2008), Jan Simon Minkema (m.i.v. 2008), Seth Gaaikema (alleen in 2009), Linda Lepomme (m.i.v. 2009) |
| 2010 | 7 juni            | Studio 22, Hilversum            | AVRO, Nederland 1 | Frits Sissing                       | Eric van Tijn (voorzitter), Barrie Stevens, Jan Simon Minkema, Linda Lepomme, Maxim Bezembinder, Hilde Scholten |
| 2011 | 2 oktober         | DeLaMar Theater, Amsterdam      | RTL 4             | Carlo Boszhard & Irene Moors        | Eric van Tijn (voorzitter), Barrie Stevens, Jan Simon Minkema, Linda Lepomme, Maxim Bezembinder, Hilde Scholten |
| 2012 | geen uitreiking   | geen uitreiking                 | geen uitreiking   | geen uitreiking                     | geen uitreiking |
| 2013 | 25 november       | TheaterHangaar, Katwijk         | geen uitzending   | Robert ten Brink                    | Cornald Maas (voorzitter), Hilde Scholten, Henriëtte Tol, Peter Noten, Gijs Staverman, Caroline Frerichs, Erik Jonk |
| 2014 | overbruggingsjaar | overbruggingsjaar               | overbruggingsjaar | overbruggingsjaar                   | Cornald Maas (voorzitter), Hilde Scholten, Henriëtte Tol, Peter Noten, Gijs Staverman, Caroline Frerichs, Erik Jonk |
| 2015 | 7 januari         | Beatrix Theater, Utrecht        | AVROTROS, NPO 1   | Frits Sissing                       | Cornald Maas (voorzitter), Hilde Scholten, Henriëtte Tol, Peter Noten, Gijs Staverman, Caroline Frerichs, Erik Jonk |
| 2016 | 6 januari         | Beatrix Theater, Utrecht        | AVROTROS, NPO 1   | Frits Sissing                       | Cornald Maas (voorzitter), Hilde Scholten, Henriëtte Tol, Peter Noten, Gijs Staverman, Caroline Frerichs, Erik Jonk |
| 2017 | 12 januari        | Beatrix Theater, Utrecht        | AVROTROS, NPO 1   | Frits Sissing                       | Cornald Maas (voorzitter), Henriëtte Tol (t/m editie 2017), Peter Noten (t/m editie 2017), Irene Moors, Michiel van Erp, Arno Gelder, Joris van Bennekom, Charles Droste (m.i.v. editie 2018), Jon van Eerd (alleen in 2018), Marisa van Eyle (m.i.v. editie 2019)                                          |
| 2018 | 24 januari        | Circustheater, Scheveningen     | AVROTROS, NPO 1   | Frits Sissing                       | Cornald Maas (voorzitter), Henriëtte Tol (t/m editie 2017), Peter Noten (t/m editie 2017), Irene Moors, Michiel van Erp, Arno Gelder, Joris van Bennekom, Charles Droste (m.i.v. editie 2018), Jon van Eerd (alleen in 2018), Marisa van Eyle (m.i.v. editie 2019)                                          |
| 2019 | 23 januari        | RAI Amsterdam                   | AVROTROS, NPO 1   | Frits Sissing                       | Cornald Maas (voorzitter), Henriëtte Tol (t/m editie 2017), Peter Noten (t/m editie 2017), Irene Moors, Michiel van Erp, Arno Gelder, Joris van Bennekom, Charles Droste (m.i.v. editie 2018), Jon van Eerd (alleen in 2018), Marisa van Eyle (m.i.v. editie 2019)                                          |
| 2020 | 22 januari        | RAI Amsterdam                   | AVROTROS, NPO 1   | Frits Sissing                       | Alex Klaasen, Charles Droste, Arno Gelder, Isabelle Beernaert, Marisa van Eyle, Michiel de Regt, Tania Kross |
| 2021 | geen uitreiking   | geen uitreiking                 | geen uitreiking   | geen uitreiking                     | geen uitreiking |
| 2022 | 28 april          | RTM Stage, Rotterdam            | AVROTROS, NPO 1   | Frits Sissing                       | Jon van Eerd (voorzitter), Hilde Scholten, Arno Gelder, Dianne Zuidema, Joy Kreiken, Maurice Luttikhuis, Michiel de Regt, Henriëtte Tol, Rennie Rijpma |
| 2023 | 15 mei            | Circustheater, Scheveningen     | AVROTROS, NPO 1   | Frits Sissing & Marlijn Weerdenburg | Hilde Scholten, Arno Gelder, Dianne Zuidema, Joy Kreiken, Maurice Luttikhuis, Henriëtte Tol, Jamai Loman |

## Nieuwe opzet vanaf 2010
De nominaties voor de musicalprijzen werden vanaf 2010 bepaald door een zogenaamde nominatiecommissie van 350 tot 400 personen, die onder meer bestond uit alle prijswinnaars en vertegenwoordigers van musicalproducenten en opleidingsinstituten. De vakjury koos uiteindelijk wel de winnaars. Tot de overige aanpassingen behoorde de invoering van een nieuwe prijs voor familie- of kindermusicals, andere criteria om nauwkeuriger onderscheid tussen een grote en kleine musical te kunnen maken en de invoering van een Speciale Theater Award. Aanleiding voor deze veranderingen vormde de uitslag van de enquête gehouden onder musicalproducenten na afloop van het gala in 2009.

## Geen uitreiking in 2012 en 2021
Doordat er van veel kanten kritiek kwam op het gala met Carlo & Irene in 2011, lukte het de musicalprijsorganisatie niet om in 2012 een uitreiking te organiseren. Dit kwam onder meer doordat meerdere musicalproducenten weigerden nog langer hun medewerking te verlenen aan de Musical Awards. De Stichting Musical Awards ging op zoek naar een nieuwe vorm, onder meer door de mogelijkheden te verkennen om de krachten te bundelen met de Vereniging van Schouwburg- en Concertgebouwdirecties voor een gezamenlijke jaarlijkse prijsuitreiking, maar dat is er uiteindelijk niet van gekomen.
In 2021 werden de Musical Awards eveneens niet uitgereikt vanwege de coronapandemie die in 2020 uitbrak. Hierdoor moesten veel theaters dat jaar hun deuren sluiten, waardoor veel voorstellingen moesten worden geannuleerd. Als gevolg hiervan konden er dat jaar geen musicals worden opgevoerd. Hierdoor was het niet mogelijk om de prijzen uit te reiken.

## Huidige situatie
In 2013 waren alle ruzies bijgelegd en vond er weer een gala plaats, maar dat werd niet uitgezonden op televisie. Daarnaast was er sprake van een aantal wijzigingen in de procedure. Zo werd de nominatiecommissie weer opgeheven en werd bovendien de naam van de prijs aangepast. John Kraaijkamp sr. was niet langer de naamgever van de prijs, die sinds 2013 simpelweg 'Musical Award' genoemd wordt. In 2014 vond er geen gala plaats, maar dat kwam vooral doordat de prijsuitreiking werd verschoven naar begin januari 2015. Sindsdien wordt het gala ook weer live uitgezonden op televisie, bij AVROTROS op NPO 1.Het gala vindt sinds dat jaar elk jaar plaats in januari en wordt gepresenteerd door Frits Sissing. Vanaf 2022 vindt het gala echter niet meer plaats in januari, maar in april of mei.